# Ернан Креспо

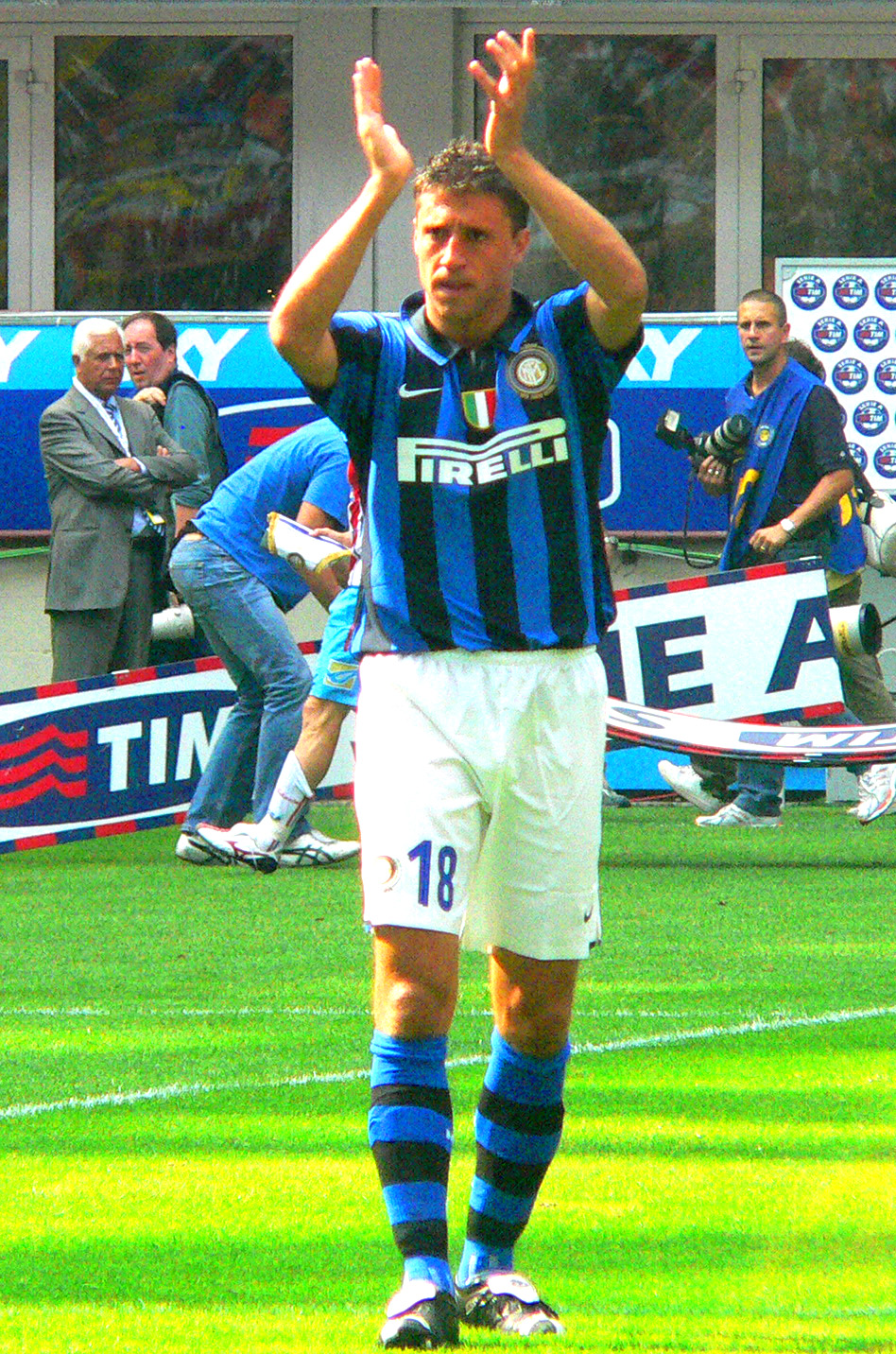
Ернан Креспо у складі «Інтернаціонале». 2007 рік

Ернан Креспо (ісп. Hernán Crespo, нар. 5 липня 1975, Флорида, Аргентина) — колишній аргентинський футболіст, нападник.
Насамперед відомий виступами за низку італійських клубів та національну збірну Аргентини.

## Клубна кар'єра
Вихованець футбольної школи клубу «Рівер Плейт». Дорослу футбольну кар'єру розпочав 1993 року в основній команді того ж клубу, в якій провів три сезони, взявши участь у 62 матчах чемпіонату. За цей час двічі виборював титул чемпіона Аргентини та став володарем Кубка Лібертадорес.
Своєю грою за цю команду привернув увагу представників тренерського штабу «Парми», до складу якої приєднався 14 серпня 1996 року. Відіграв за пармську команду наступні чотири сезони своєї ігрової кар'єри. Більшість часу, проведеного у складі «Парми», був основним гравцем атакувальної ланки команди. У складі «Парми» був одним з головних бомбардирів команди, маючи середню результативність на рівні 0,53 голу за гру першості. За цей час додав до переліку своїх трофеїв титул володаря Кубка Італії, став володарем Суперкубка Італії з футболу та володарем Кубка УЄФА.
У 2000 році перейшов за рекордну на той час трансферну суму в 36 млн фунтів у «Лаціо», з яким в тому ж році став володарем Суперкубка Італії, а в першому сезоні за новий клуб став найкращим бомбардиром Серії А.
З 2002 року грав у складі кількох італійських клубів та в «Челсі». Протягом цих років додав до переліку своїх трофеїв титул чемпіона Англії, ставав володарем Суперкубка Англії, триразовим чемпіоном Італії та дворазовим володарем Суперкубка Італії з футболу.
На початку 2012 року було оголошено про згоду гравця виступати за клуб «Барасат», що мав виступати у новоствореній футбольній Прем'єр-лізі Західного Бенгалу (Індія). Проте проект зі створення цього регіонального турніру реалізовано не було і того ж 2012 року 37-річний Креспо оголосив про завершення ігрової кар'єри та бажання у майбутньому отримати тренерську ліцензію.

## Виступи за збірну
У складі збірної Аргентини U-23 виступав на літніх Олімпійських іграх 1996 року у Атланті (штат Джорджія, США), де став срібним призером.
14 лютого 1995 року дебютував в офіційних матчах у складі національної збірної Аргентини. За 12 років кар'єри провів у формі головної команди країни 64 матчі, забивши 35 голів.
У складі збірної був учасником чемпіонату світу 1998 року у Франції, чемпіонату світу 2002 року в Японії і Південній Кореї, чемпіонату світу 2006 року у Німеччині та Кубка Америки з футболу 2007 року, на якому здобув з командою срібні медалі.

## Статистика виступів

### Статистика клубних виступів
| Сезон                      | Команда                    | Чемпіонат                  | Чемпіонат | Чемпіонат | Національний кубок | Національний кубок | Національний кубок | Єврокубки | Єврокубки | Єврокубки | Інші змагання | Інші змагання | Інші змагання | Усього | Усього |
| Сезон                      | Команда                    | Ліга                       | Ігор      | Голів     | Ліга               | Ігор               | Голів              | Ліга      | Ігор      | Голів     | Ліга          | Ігор          | Голів         | Ігор   | Голів  |
| -------------------------- | -------------------------- | -------------------------- | --------- | --------- | ------------------ | ------------------ | ------------------ | --------- | --------- | --------- | ------------- | ------------- | ------------- | ------ | ------ |
| 1993-94                    | «Рівер Плейт»              | ПД                         | 25        | 13        | —                  | —                  | —                  | —         | —         | —         | —             | —             | —             | 25     | 13     |
| 1994-95                    | «Рівер Плейт»              | ПД                         | 18        | 5         | —                  | —                  | —                  | СІ        | 4         | 2         | —             | —             | —             | 22     | 7      |
| 1995-96                    | «Рівер Плейт»              | ПД                         | 19        | 6         | —                  | —                  | —                  | КЛ        | 13        | 10        | —             | —             | —             | 32     | 16     |
| Усього за «Рівер Плейт»    | Усього за «Рівер Плейт»    | Усього за «Рівер Плейт»    | 62        | 24        |                    |                    |                    |           | 17        | 12        |               |               |               | 79     | 36     |
| 1996-97                    | «Парма»                    | A                          | 27        | 12        | КІ                 | 1                  | 0                  | —         | —         | —         | —             | —             | —             | 28     | 12     |
| 1997-98                    | «Парма»                    | A                          | 25        | 12        | КІ                 | 2                  | 0                  | ЛЧ        | 8         | 2         | —             | —             | —             | 35     | 14     |
| 1998-99                    | «Парма»                    | A                          | 30        | 16        | КІ                 | 7                  | 6                  | КУЄФА     | 8         | 6         | —             | —             | —             | 45     | 28     |
| 1999-00                    | «Парма»                    | A                          | 34        | 22        | КІ                 | 2                  | 0                  | ЛЧ+КУЄФА  | 2+3       | 0+3       | СІ            | 1             | 1             | 42     | 26     |
| 2000-01                    | «Лаціо»                    | A                          | 32        | 26        | КІ                 | 1                  | 0                  | ЛЧ        | 6         | 2         | —             | —             | —             | 39     | 28     |
| 2001-02                    | «Лаціо»                    | A                          | 22        | 13        | КІ                 | 4                  | 4                  | ЛЧ        | 7         | 3         | —             | —             | —             | 33     | 20     |
| Усього за «Лаціо»          | Усього за «Лаціо»          | Усього за «Лаціо»          | 54        | 39        |                    | 5                  | 4                  |           | 13        | 5         |               |               |               | 72     | 48     |
| 2002-03                    | «Інтернаціонале»           | A                          | 18        | 7         | —                  | —                  | —                  | ЛЧ        | 12        | 9         | —             | —             | —             | 30     | 16     |
| 2003-04                    | «Челсі»                    | ПЛ                         | 19        | 10        | КА+КЛ              | 0+2                | 0+0                | ЛЧ        | 10        | 2         | —             | —             | —             | 31     | 12     |
| 2004-05                    | «Мілан»                    | A                          | 28        | 11        | КІ                 | 1                  | 1                  | ЛЧ        | 10        | 6         | СІ            | 1             | 0             | 40     | 18     |
| 2005-06                    | «Челсі»                    | ПЛ                         | 30        | 10        | КА+КЛ              | 5+1                | 1+0                | ЛЧ        | 5         | 2         | СІ            | 1             | 0             | 42     | 13     |
| Усього за «Челсі»          | Усього за «Челсі»          | Усього за «Челсі»          | 49        | 20        |                    | 8                  | 1                  |           | 15        | 4         |               | 1             | 0             | 73     | 25     |
| 2006-07                    | «Інтернаціонале»           | A                          | 30        | 14        | КІ                 | 5                  | 4                  | ЛЧ        | 6         | 1         | СІ            | 1             | 1             | 41     | 20     |
| 2007-08                    | «Інтернаціонале»           | A                          | 19        | 4         | КІ                 | 5                  | 2                  | ЛЧ        | 5         | 1         | СІ            | 0             | 0             | 29     | 7      |
| 2008-09                    | «Інтернаціонале»           | A                          | 14        | 2         | КІ                 | 3                  | 0                  | —         | —         | —         | СІ            | 0             | 0             | 17     | 2      |
| Усього за «Інтернаціонале» | Усього за «Інтернаціонале» | Усього за «Інтернаціонале» | 80        | 27        |                    | 12                 | 6                  |           | 23        | 11        |               | 1             | 1             | 117    | 45     |
| 2009–10                    | «Дженоа»                   | A                          | 16        | 5         | КІ                 | 1                  | 0                  | ЛЄ        | 4         | 2         | —             | —             | —             | 21     | 7      |
| 2009–10                    | «Парма»                    | A                          | 13        | 1         | —                  | —                  | —                  | —         | —         | —         | —             | —             | —             | 13     | 1      |
| 2010-11                    | «Парма»                    | A                          | 29        | 9         | КІ                 | 2                  | 2                  | —         |           | —         | —             | —             | —             | 31     | 11     |
| 2011-12                    | «Парма»                    | A                          | 4         | 0         | КІ                 | 2                  | 2                  | —         | —         | —         | —             | —             | —             | 6      | 2      |
| Усього за «Парму»          | Усього за «Парму»          | Усього за «Парму»          | 162       | 72        |                    | 15                 | 10                 |           | 21        | 11        |               | 1             | 1             | 199    | 94     |
| 2012                       | «Барасат»                  |                            | 0         | 0         | —                  | —                  | —                  | —         | —         | —         | —             | —             | —             | 0      | 0      |
| Усього за кар'єру          | Усього за кар'єру          | Усього за кар'єру          | 451       | 198       |                    | 43                 | 22                 |           | 103       | 51        |               | 4             | 2             | 601    | 273    |

### Статистика виступів за збірну
| Дата       | Місто               | Господарі | Результат             | Гості                | Турнір                       | Голи | Примітки |
| ---------- | ------------------- | --------- | --------------------- | -------------------- | ---------------------------- | ---- | -------- |
| 14/02/1995 | Мендоса (Аргентина) | Аргентина | 4 – 1                 | Болгарія             | товариський матч             | -    |          |
| 02/06/1996 | Кіто                | Еквадор   | 2 – 0                 | Аргентина            | Відбір до ЧС 1998            | -    |          |
| 20/07/1996 | Бірмінгем           | США       | 1 – 3                 | Аргентина            | ОІ 1996 - 1-й етап           | 1    |          |
| 22/07/1996 | Вашингтон           | Аргентина | 1 – 1                 | Португалія           | ОІ 1996 - 1-й етап           | -    |          |
| 24/07/1996 | Бірмінгем           | Аргентина | 1 – 1                 | Туніс                | ОІ 1996 - 1-й етап           | -    |          |
| 27/07/1996 | Бірмінгем           | Аргентина | 4 – 0                 | Іспанія              | ОІ 1996 - чвертьфінал        | 2    |          |
| 30/07/1996 | Афіни               | Аргентина | 2 – 0                 | Португалія           | ОІ 1996 - півфінал           | 2    |          |
| 03/08/1996 | Афіни               | Нігерія   | 3 – 2                 | Аргентина            | ОІ 1996 - фінал              | 1    |          |
| 12/01/1997 | Монтевідео          | Уругвай   | 0 – 0                 | Аргентина            | Відбір до ЧС 1998            | -    |          |
| 12/02/1997 | Барранкілья         | Колумбія  | 0 – 1                 | Аргентина            | Відбір до ЧС 1998            | -    |          |
| 30/04/1997 | Буенос-Айрес        | Аргентина | 2 – 1                 | Еквадор              | Відбір до ЧС 1998            | 1    |          |
| 08/06/1997 | Буенос-Айрес        | Аргентина | 2 – 0                 | Перу                 | Відбір до ЧС 1998            | 1    |          |
| 06/07/1997 | Асунсьйон           | Парагвай  | 1 – 2                 | Аргентина            | Відбір до ЧС 1998            | -    |          |
| 20/07/1997 | Буенос-Айрес        | Аргентина | 2 – 0                 | Венесуела            | Відбір до ЧС 1998            | 1    |          |
| 10/09/1997 | Сантьяго            | Чилі      | 1 – 2                 | Аргентина            | Відбір до ЧС 1998            | -    |          |
| 12/10/1997 | Буенос-Айрес        | Аргентина | 0 – 0                 | Уругвай              | Відбір до ЧС 1998            | -    |          |
| 16/11/1997 | Буенос-Айрес        | Аргентина | 1 – 1                 | Колумбія             | Відбір до ЧС 1998            | -    |          |
| 30/06/1998 | Сент-Етьєн          | Аргентина | 2 – 2 д.ч. (4-3 п.п.) | Англія               | ЧС 1998 - 1/8 фіналу         | -    |          |
| 29/03/2000 | Буенос-Айрес        | Аргентина | 4 – 1                 | Чилі                 | Відбір до ЧС 2002            | -    |          |
| 26/04/2000 | Маракайбо           | Венесуела | 0 – 4                 | Аргентина            | Відбір до ЧС 2002            | 1    |          |
| 29/06/2000 | Богота              | Колумбія  | 1 – 3                 | Аргентина            | Відбір до ЧС 2002            | 1    |          |
| 19/07/2000 | Буенос-Айрес        | Аргентина | 2 – 0                 | Еквадор              | Відбір до ЧС 2002            | 1    |          |
| 26/07/2000 | Сан-Паулу           | Бразилія  | 3 – 1                 | Аргентина            | Відбір до ЧС 2002            | -    |          |
| 16/08/2000 | Буенос-Айрес        | Аргентина | 1 – 1                 | Парагвай             | Відбір до ЧС 2002            | -    |          |
| 03/09/2000 | Ліма                | Перу      | 1 – 2                 | Аргентина            | Відбір до ЧС 2002            | 1    |          |
| 15/11/2000 | Сантьяго            | Чилі      | 0 – 2                 | Аргентина            | Відбір до ЧС 2002            | -    |          |
| 28/03/2001 | Буенос-Айрес        | Аргентина | 5 – 0                 | Венесуела            | Відбір до ЧС 2002            | 1    |          |
| 25/03/2001 | Ла-Пас              | Болівія   | 3 – 3                 | Аргентина            | Відбір до ЧС 2002            | 2    |          |
| 03/06/2001 | Буенос-Айрес        | Аргентина | 3 – 0                 | Колумбія             | Відбір до ЧС 2002            | 1    |          |
| 15/08/2001 | Кіто                | Еквадор   | 0 – 2                 | Аргентина            | Відбір до ЧС 2002            | 1    |          |
| 05/09/2001 | Буенос-Айрес        | Аргентина | 2 – 1                 | Бразилія             | Відбір до ЧС 2002            | -    |          |
| 02/06/2002 | Префектура Ібаракі  | Аргентина | 1 – 0                 | Нігерія              | ЧС 2002 - 1-й етап           | -    |          |
| 07/06/2002 | Саппоро             | Аргентина | 0 – 1                 | Англія               | ЧС 2002 - 1-й етап           | -    |          |
| 12/06/2002 | Префектура Міяґі    | Швеція    | 1 – 1                 | Аргентина            | ЧС 2002 - 1-й етап           | 1    |          |
| 06/09/2003 | Буенос-Айрес        | Аргентина | 2 – 2                 | Чилі                 | Відбір до ЧС 2006            | -    |          |
| 09/09/2003 | Каракас             | Венесуела | 0 – 3                 | Аргентина            | Відбір до ЧС 2006            | 1    |          |
| 15/11/2003 | Буенос-Айрес        | Аргентина | 3 – 0                 | Болівія              | Відбір до ЧС 2006            | 1    |          |
| 19/11/2003 | Барранкілья         | Колумбія  | 1 – 1                 | Аргентина            | Відбір до ЧС 2006            | 1    |          |
| 30/03/2004 | Буенос-Айрес        | Аргентина | 1 – 0                 | Еквадор              | Відбір до ЧС 2006            | 1    |          |
| 02/06/2004 | Белу-Оризонті       | Бразилія  | 3 – 1                 | Аргентина            | Відбір до ЧС 2006            | -    |          |
| 06/06/2004 | Буенос-Айрес        | Аргентина | 0 – 0                 | Парагвай             | Відбір до ЧС 2006            | -    |          |
| 30/03/2005 | Буенос-Айрес        | Аргентина | 1 – 0                 | Колумбія             | Відбір до ЧС 2006            | 1    |          |
| 08/06/2005 | Буенос-Айрес        | Аргентина | 3 – 1                 | Бразилія             | Відбір до ЧС 2006            | 2    |          |
| 09/10/2005 | Буенос-Айрес        | Аргентина | 2 – 0                 | Перу                 | Відбір до ЧС 2006            | -    |          |
| 12/10/2005 | Монтевідео          | Уругвай   | 1 – 0                 | Аргентина            | Відбір до ЧС 2006            | -    |          |
| 01/03/2006 | Базель              | Аргентина | 2 – 3                 | Хорватія             | товариський матч             | -    |          |
| 30/05/2006 | Салерно             | Аргентина | 2 – 0                 | Ангола               | товариський матч             | -    |          |
| 10/06/2006 | Гамбург             | Аргентина | 2 – 1                 | Кот-д'Івуар          | ЧС 2006 - 1-й етап           | 1    |          |
| 16/06/2006 | Гельзенкірхен       | Аргентина | 6 – 0                 | Сербія та Чорногорія | ЧС 2006 - 1-й етап           | 1    |          |
| 24/06/2006 | Лейпциг             | Аргентина | 2 – 1 д.ч.            | Мексика              | ЧС 2006 - 1/8 фіналу         | 1    |          |
| 30/06/2006 | Берлін              | Німеччина | 1 – 1 д.ч. (4-2 п.п.) | Аргентина            | ЧС 2006 - чвертьфінал        | -    |          |
| 07/02/2007 | Париж               | Франція   | 0 – 1                 | Аргентина            | товариський матч             | -    |          |
| 02/06/2007 | Базель              | Швейцарія | 1 – 1                 | Аргентина            | товариський матч             | -    |          |
| 05/06/2007 | Барселона           | Аргентина | 4 – 3                 | Алжир                | товариський матч             | -    |          |
| 28/06/2007 | Маракайбо           | Аргентина | 4 – 1                 | США                  | Копа Америка 2007 - 1-й етап | 2    |          |
| 02/07/2007 | Маракайбо           | Аргентина | 4 – 2                 | Колумбія             | Копа Америка 2007 - 1-й етап | 1    |          |
| Усього     |                     | Матчів    | 64                    |                      | Голів                        | 35   |          |

## Титули і досягнення

### Командні

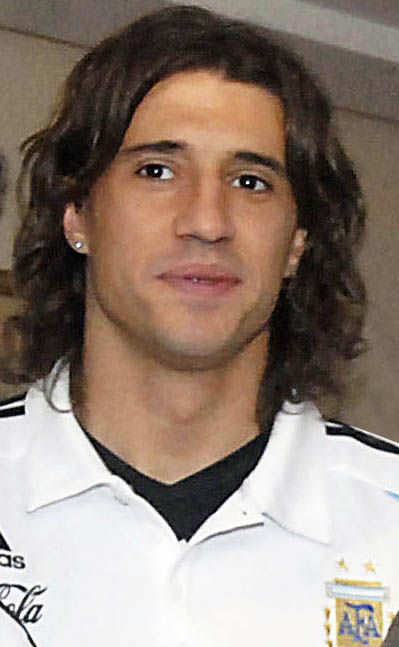
Ернан Креспо у складі збірної Аргентини. 2007 рік

Гравець
- Чемпіон Аргентини (3):

«Рівер Плейт»: Апертура 1993, Апертура 1994, Апертура 1996
- Чемпіон Англії (1):

«Челсі»: 2005-06
- Володар Суперкубка Англії (1):

«Челсі»: 2005
- Чемпіон Італії (3):

«Інтернаціонале»: 2006-07, 2007-08, 2008-09
- Володар Кубка Італії (1):

«Парма»: 1998-99
- Володар Суперкубка Італії (5):

«Парма»: 1999
«Лаціо»: 2000
«Мілан»: 2004
«Інтернаціонале»: 2006, 2008
- Володар Кубка Лібертадорес (1):

«Рівер Плейт»: 1996
- Володар Кубка УЄФА (1):

«Парма»: 1998-99
- Переможець Панамериканських ігор: 1995
- Срібний олімпійський призер: 1996
- Срібний призер Кубка Америки: 2007

Тренер
- Володар Південноамериканського кубка (1):

«Дефенса і Хустісія»: 2020
- Чемпіон Катару (1):

«Ад-Духаїль»: 2022-23
- Володар Кубка наслідного принца Катару (1):

«Ад-Духаїль»: 2023
- Володар Кубка зірок Катару (1):

«Ад-Духаїль»: 2022-23

### Особисті
- Найкращий бомбардир чемпіонату Аргентини: 1994 (11 голів)
- Найкращий бомбардир Серії A: 2000-01 (26 голів)
- Найкращий бомбардир Кубку Італії: 1998-99 (6 голів), 2006-07 (4 голи)
- Найкращий бомбардир Олімпійських ігор: 1996 року(6 голів разом з Бебето)
- Володар срібного бутсу чемпіонату світу: 2006
- Увійшов до списку ФІФА 100: 2004